# Martin Frost (Politiker)

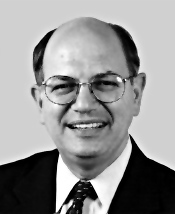
Martin Frost

Jonas Martin Frost (* 1. Januar 1942 in Glendale, Kalifornien) ist ein US-amerikanischer Politiker. Zwischen 1979 und 2005 vertrat er den Bundesstaat Texas im US-Repräsentantenhaus.

## Werdegang
Martin Frost besuchte bis 1960 die R.L. Paschal High School in Fort Worth und studierte danach bis 1964 an der University of Missouri in Columbia. Nach einem anschließenden Jurastudium an der Georgetown University in Washington, D.C. und seiner 1972 erfolgten Zulassung als Rechtsanwalt begann er in diesem Beruf zu arbeiten. Zwischen 1966 und 1972 gehörte Frost der Reserve der US Army an. In den folgenden Jahren war er neben seiner Rechtsanwaltstätigkeit auch als Journalist tätig. Gleichzeitig schlug er als Mitglied der Demokratischen Partei eine politische Laufbahn ein. Zwischen 1976 und 2000 war er mit Ausnahme des Jahres 1980 Delegierter zu allen Democratic National Conventions.
Bei den Kongresswahlen des Jahres 1978 wurde Frost im 24. Wahlbezirk von Texas in das US-Repräsentantenhaus in Washington gewählt, wo er am 3. Januar 1979 die Nachfolge von Dale Milford antrat. Nach zwölf Wiederwahlen konnte er bis zum 3. Januar 2005 insgesamt 13 Legislaturperioden im Kongress absolvieren. In diese Zeit fielen die Terroranschläge am 11. September 2001, der Irakkrieg und der Militäreinsatz in Afghanistan. Im Jahr 2002 war er einer von 81 Demokraten, die für den Irakkrieg stimmten. Zwischen 1999 und 2003 leitete er den House Democratic Caucus. Seit 2001 war er auch Mitglied im Geschäftsordnungsausschuss. Im Jahr 2005 war er einer der Kandidaten für den Vorsitz des Democratic National Committee.
2004 wurde Martin Frost nicht wiedergewählt. Heute arbeitet er als Rechtsanwalt. Seine Ehefrau Kathryn Frost, eine ehemalige Generalmajorin der US Army, verstarb 2006. Inzwischen ist er wieder verheiratet.